# Liste der denkmalgeschützten Objekte in Hlavňovice
Grundlage dieser Liste der denkmalgeschützten Objekte in Hlavňovice ist die ÚSKP-Liste (Ústřední seznam kulturních památek České republiky, deutsch Zentrale Liste der Kulturdenkmäler der Tschechischen Republik), die von der tschechischen Denkmalschutzbehörde NPÚ (Národní památkový ústav, deutsch Nationale Denkmalbehörde) seit 1987 geführt wird und an die seit dem Jahr 1850 geschaffenen Listen anschließt.

## Denkmalgeschützte Objekte nach Ortsteilen

### Hlavňovice
| Lage                                                  | Objekt                              | Beschreibung | ÚSKP-Nr.                  | Bild           |
| ----------------------------------------------------- | ----------------------------------- | --- | ------------------------- | -------------- |
| Hlavňovice (Standort)                                 | Kirche des Hl. Johannes von Nepomuk | Spätbarocker Sakralbau von 1799–1088 mit rechteckigem Kirchenschiff, rechteckiges Presbyterium und prismatischer Turm über der Eingangsfassade.                       | 31777/4-2899 Info Katalog | weitere Bilder |
| Hlavňovice, Hlavňovice 1 (Standort)                   | Schloss Hlavňovice                  | Der Schlosskomplex an der Stelle einer ehemaligen Festung, die vor 1681 im Frühbarockstil erbaut wurde, wurde Ende des 18. Jahrhunderts im Louis-seize-Stil umgebaut. | 24095/4-2901 Info Katalog | weitere Bilder |
| Hlavňovice, nahe der Kirche und der Schule (Standort) | Kapelle St. Adalbert                | Hochbarockes Gebäude, mitten im Dorf gelegen. | 17897/4-2900 Info Katalog | weitere Bilder |

### Častonice
| Lage                              | Objekt       | Beschreibung                                                                            | ÚSKP-Nr.                  | Bild |
| --------------------------------- | ------------ | --------------------------------------------------------------------------------------- | ------------------------- | ---- |
| Častonice, Častonice 9 (Standort) | Gehöft Nr. 9 | Landhaus im Erdgeschoss aus dem 19. Jahrhundert. Gemauerter Wohnbereich und Holzställe. | 29187/4-2903 Info Katalog | BW   |

### Pích
| Lage                    | Objekt       | Beschreibung | ÚSKP-Nr.                  | Bild |
| ----------------------- | ------------ | --- | ------------------------- | ---- |
| Pích, Pích 4 (Standort) | Gehöft Nr. 4 | Erdgeschossiges Haus auf einer steinernen Stützmauer mit Fachwerkbohlen. Wohnbereich und anschließende gemauerte Ställe. Überdachte Veranda im Giebel. Ein Beispiel für die Volksarchitektur des Gebirgstyps aus dem 19. Jahrhundert. | 26370/4-2904 Info Katalog | BW   |

### Suchá
| Lage                                                  | Objekt               | Beschreibung | ÚSKP-Nr.                  | Bild |
| ----------------------------------------------------- | -------------------- | --- | ------------------------- | ---- |
| Suchá, Puchverk 6, v údolí potoka pod obcí (Standort) | Wassermühle mit Säge | Barockmühle mit Wirtschaftsgebäuden und einem Sägewerk. Mehrstöckige Mühle mit einer Veranda. Das Gebäude wurde fast abgerissen, nur die Überreste des Mauerwerks blieben erhalten. | 29589/4-2905 Info Katalog | BW   |

### Zvíkov
| Lage                        | Objekt       | Beschreibung | ÚSKP-Nr.                  | Bild         |
| --------------------------- | ------------ | --- | ------------------------- | ------------ |
| Zvíkov, Zvíkov 3 (Standort) | Gehöft Nr. 3 | Fachwerkhaus im Erdgeschoss mit einer Veranda im Giebel und einer Glocke im Dachfirst, gemauerte Wirtschaftsgebäude. Ein Beispiel für die Böhmerwald-Volksarchitektur des frühen 19. Jahrhunderts. | 23398/4-2906 Info Katalog | Gehöft Nr. 3 |